# Вијајп (Ајдахо)
Вијајп (Ајдахо) (енгл. Weippe) град је у америчкој савезној држави Ајдахо.

## Демографија
По попису из 2010. године број становника је 441, што је 25 (6,0%) становника више него 2000. године.
| Група             | 2000.       | 2010.       |
| Белци             | 403 (96,9%) | 427 (96,8%) |
| Афроамериканци    | 1 (0,2%)    | 0 (0,0%)    |
| Азијати           | 0 (0,0%)    | 1 (0,2%)    |
| Хиспаноамериканци | 4 (1,0%)    | 8 (1,8%)    |
| Укупно            | 416         | 441         |